# شمشاد نياسالاندي
شمشاد نياسالاندي (الاسم العلمي:Buxus nyasica) هو نوع من النباتات يتبع جنس الشمشاد من الفصيلة الشمشادية.